# Pseudione itsindrae
Pseudione itsindrae là một loài chân đều trong họ Bopyridae. Loài này được Bourdon miêu tả khoa học năm 1976.